# Coleophora epiphanopa
Coleophora epiphanopa é uma espécie de mariposa do gênero Coleophora pertencente à família Coleophoridae.